# Claudostriatella
Claudostriatella es un género de foraminífero bentónico de la familia Glabratellidae, de la superfamilia Glabratelloidea, del suborden Rotaliina y del orden Rotaliida. Su especie tipo es Claudostriatella mexicana. Su rango cronoestratigráfico abarca el Luteciense (Eoceno medio).

## Clasificación
Claudostriatella incluye a la siguiente especie:
- Claudostriatella mexicana †